# Историцизъм
Историцизъм e мисловен модел, при който централно значение има специфичният социален контекст – например време, място, локални условия, докато идеята за фундаментално генерализируеми неизменни „закони“ в сферата на социологията или социалното са отречени.
Терминът се развива със свои различни и разклоняващи се значения (макар все пак взаимосвързани). Елементи на историцизъм се появяват още в творбите на италианския философ Джамбатиста Вико и френския есеист Монтен, като става изцяло развита с диалектиката на Хегел, която е влиятелна през XIX век в Европа. Произведенията на Карл Маркс, които са повлияни от Хегел, също съдържат историцизъм. Терминът е също свързан с емпиричните социални науки и работата на Франц Боас.
Историцизмът може да бъде поставен в контраст на редукционистичните теории, които предполагат че всяко развитие може да бъде обяснено с фундаментални принципи (като например икономическия детерминизъм) или теории, които полагат историческите промени като резултат на случайността.
Австро-английския философ Карл Попър атакува историцизма, заедно с детерминизма и холизма, за които твърди, че са в основата му. Също така Талкът Парсънс критикува историцизма като случай на идеалистическа заблуда в книгата си „Структура на социалното действие“ (1937).
Постструктурализмът използва термина „нов историцизъм“, който има връзки едновременно с антропологията и Хегелианизма.